# Pilatus P-3
Пілатус P-3 (англ. Pilatus P-3) — швейцарський одномоторний навчально-тренувальний літак, створений в 1953 році авіабудівною компанією Pilatus Aircraft. Модель є свободнонесучим суцільнометалевим низькопланом, оснащена триколісним шасі, що забирається у польоті.
Перший прототип піднявся в повітря 3 вересня 1953 року.
ВПС Швейцарії замовили 72 примірника, а ВМС Бразилії 6 літаків. ВПС Швейцарії використовували літак в якості навчально-тренувального аж до 1983 року. У 1993-1995 роках 65 літаків були продані в приватні руки.

## Тактико-технічні характеристики
Джерело: 
Основні характеристики
- Екіпаж: 2 чоловіка, інструктор і учень
- Довжина: 8.75 м
- Висота: 3.05 м
- Розмах крила: 10.40 м

- Площа крила: 16.50 м²
- Маса порожнього: 1090 кг
- Нормальна злітна маса: 1415 кг
- Максимальна злітна маса: 1530 кг
- Силова установка: 1 ×  Lycoming O-435  240 к.с. ( 180 кВт)

Льотні характеристики
- Крейсерська швидкість: 255 км/год
- Практична дальність: 650 км
- Швидкопідйомність: 7 м/с